# Liacarus ocellatus
Liacarus ocellatus är en kvalsterart som beskrevs av Aoki 1987. Liacarus ocellatus ingår i släktet Liacarus och familjen Liacaridae. Inga underarter finns listade i Catalogue of Life.